# Cynamonka
Cynamonka (Spatula cyanoptera) – gatunek średniej wielkości ptaka z rodziny kaczkowatych (Anatidae).

## Występowanie
Ameryka Północna, zachodnia i południowa część Ameryki Południowej.
W Polsce odnotowano nienaturalne pojawy tego ptaka (kategoria E wg klasyfikacji AERC), w związku z tym gatunek ten nie został zaliczony do awifauny krajowej.

## Systematyka
Wyróżniono pięć podgatunków S. cyanoptera:
- S. cyanoptera septentrionalium – zachodnia Ameryka Północna – od południowo-zachodniej Kanady po środkowy Meksyk. Zimuje od południowo-zachodnich USA przez Amerykę Centralną po północną Kolumbię.
- S. cyanoptera tropica – południowo-zachodnia Kolumbia.
- S. cyanoptera borreroi – wschodnio-środkowa Kolumbia.
- S. cyanoptera orinoma – Peru, Boliwia, północne Chile i północno-zachodnia Argentyna.
- S. cyanoptera cyanoptera – południowo-zachodnie Peru do południowej Brazylii oraz południowa Argentyna i Falklandy.

## Morfologia
Długość ciała 36–43 cm, rozpiętość skrzydeł 61–76 cm, osiąga masę ciała ok. 410 g. Pióra na głowie i tułowiu u samca w szacie godowej cynamonowoczerwone. Plecy brązowe z rozjaśnieniami; tęczówki czerwone. Samica – brązowa z plamkami. U obu płci widoczne niebieskie lusterka na skrzydłach, jaśniejsze niż u cyranki modroskrzydłej. W szacie spoczynkowej samiec podobny do samicy.

## Środowisko
Kaczki te zamieszkują małe i płytkie stawy otoczone niską roślinnością zielną oraz bagna. Na pokarm cynamonki składają się nasiona, rośliny wodne, ślimaki i owady. Samica w gnieździe położonym w płytkim zagłębieniu i wyłożonym trawą oraz puchem, składa 9–12 biało-różowych jaj, które wysiaduje przez 21–25 dni. Młode potrafią latać po około 49 dniach od wyklucia.

## Status
Międzynarodowa Unia Ochrony Przyrody (IUCN) uznaje cynamonkę za gatunek najmniejszej troski (LC – Least Concern). W 2020 roku organizacja Partners in Flight szacowała liczebność światowej populacji na około 380 tysięcy dorosłych osobników. Trend liczebności populacji w Ameryce Północnej jest spadkowy, poza nią stabilny lub spadkowy.